# Verbandsgemeinde Katzenelnbogen
Die Verbandsgemeinde Katzenelnbogen war eine Gebietskörperschaft im Rhein-Lahn-Kreis in Rheinland-Pfalz. Der Verbandsgemeinde gehörten die Stadt Katzenelnbogen sowie 20 weitere Ortsgemeinden an, der Verwaltungssitz war in der namensgebenden Stadt Katzenelnbogen. Zum 1. Juli 2019 fusionierten die Verbandsgemeinden Katzenelnbogen und Hahnstätten zur Verbandsgemeinde Aar-Einrich.
Das Verwaltungsgebiet umfasste einen Abschnitt der Landschaft Einrich.

## Verbandsangehörige Gemeinden
| Ortsgemeinde, Stadt             | Fläche (km²) | Einwohner |
| ------------------------------- | ------------ | --------- |
| Allendorf                       | 3,03         | 621       |
| Berghausen                      | 4,37         | 289       |
| Berndroth                       | 6,22         | 384       |
| Biebrich                        | 3,45         | 319       |
| Bremberg                        | 6,07         | 285       |
| Dörsdorf                        | 4,87         | 423       |
| Ebertshausen                    | 2,57         | 120       |
| Eisighofen                      | 5,42         | 270       |
| Ergeshausen                     | 2,26         | 148       |
| Gutenacker                      | 3,83         | 351       |
| Herold                          | 4,09         | 423       |
| Katzenelnbogen, Stadt           | 9,20         | 2.230     |
| Klingelbach                     | 5,14         | 722       |
| Kördorf                         | 7,81         | 529       |
| Mittelfischbach                 | 1,84         | 128       |
| Niedertiefenbach                | 4,08         | 188       |
| Oberfischbach                   | 5,04         | 159       |
| Reckenroth                      | 3,59         | 203       |
| Rettert                         | 5,80         | 422       |
| Roth                            | 3,40         | 202       |
| Schönborn                       | 11,71        | 720       |
| Verbandsgemeinde Katzenelnbogen | 103,79       | 9.136     |

(Einwohner am 31. Dezember 2018)

## Geschichte
Die Verbandsgemeinde Katzenelnbogen entstand im Jahr 1972 im Zuge der rheinland-pfälzischen „Funktional- und Gebietsreform“.

## Bevölkerungsentwicklung
Die Entwicklung der Einwohnerzahl bezogen auf das Gebiet der Verbandsgemeinde Katzenelnbogen zum Zeitpunkt ihrer Auflösung; die Werte von 1871 bis 1987 beruhen auf Volkszählungen:
| Jahr | Einwohner |
| 1815 | 4.792     |
| 1835 | 6.358     |
| 1871 | 7.112     |
| 1905 | 6.920     |
| 1939 | 6.567     |
| 1950 | 7.524     |

| Jahr | Einwohner |
| 1961 | 7.295     |
| 1970 | 7.596     |
| 1987 | 7.683     |
| 1997 | 9.089     |
| 2005 | 9.657     |
| 2018 | 9.136     |

## Verbandsgemeinderat
Der letzte Verbandsgemeinderat Katzenelnbogen bestand aus 24 ehrenamtlichen Ratsmitgliedern, die bei der Kommunalwahl am 25. Mai 2014 in einer personalisierten Verhältniswahl gewählt wurden, und dem hauptamtlichen Bürgermeister als Vorsitzendem.
Die Sitzverteilung im Verbandsgemeinderat:
| Wahl | SPD | CDU | FWG | Gesamt   |
| ---- | --- | --- | --- | -------- |
| 2014 | 10  | 8   | 6   | 24 Sitze |
| 2009 | 10  | 8   | 6   | 24 Sitze |
| 2004 | 9   | 10  | 5   | 24 Sitze |

- Freie Wählergruppe Einrich e. V.